# 1615 a tudományban
Az 1615. év a tudományban és a technikában.

## Csillagászat
- Johannes Kepler publikálja Dissertatio cum Nuncio Sidereo című művét válaszolva Galileo Galilei-nek, aki felfedezte a Jupiter holdjait.

## Technika
- Az első olyan készülék feltalálása, ami a Nap energiáját hasznosítja (egy szivattyú).

## Születések
- Frans van Schooten († 1660)

## Halálozások
- november 24. – Sethus Calvisius latinul író német asztronómus, zenetudós, zeneszerző  (* 1556)
- Giambattista della Porta, orvos (* kb 1541)
- Giovanni Tommaso Minadoi, orvos és történész